# 红耳鸭
红耳鸭（学名：Malacorhynchus membranaceus），是雁形目鸭科的一种鸟类。

## 特征
红耳鸭体重约372.79克，翼长约183.7毫米，嘴峰长约67.6毫米，喙宽度约15.3毫米，喙厚度约17.2毫米，跗蹠长约31.8毫米，尾长约65.5毫米。红耳鸭是部分迁徙的鸟类，其栖息在开放的湖泊、沼泽等湿地环境中，食性为杂食性。

## 分布
澳大利亚各地（最干旱地区除外）。